# Aleš Brychnáč
Aleš Brychnáč (* 9. února 1979) je bývalý český fotbalista.

## Fotbalová kariéra
V české lize hrál za AFK Atlantic Lázně Bohdaneč. Nastoupil v 3 ligových utkáních. Gól v lize nedal.

## Ligová bilance
| Ročník                          | Zápasy | Góly | Klub                        |
| ------------------------------- | ------ | ---- | --------------------------- |
| Gambrinus liga 1997/98          | 3      | 0    | AFK Atlantic Lázně Bohdaneč |
| 2. česká fotbalová liga 1998/99 | 3      | 0    | AFK Atlantic Lázně Bohdaneč |
| CELKEM česká 1. liga            | 3      | 0    |                             |